# George Garden
George Garden (Forgue, 1649 – Aberdeen, 31 januari 1733), was een Schotse predikant en mystiek auteur.

## Levensloop
Garden was een zoon van Alexander Garden, dominee in Forgue (Aberdeenshire) en Isobell Middleton. Hij kreeg zijn opleiding in Aberdeen, waar hij in 1673, amper vierentwintig, docent werd. 
In 1677 werd hij gewijd door bisschop Patrick Scougal en werd hij benoemd als opvolger van zijn vader in de parochie van Forgue. Bij zijn installatie preekte Henry Scougal. Twee jaar later werd hij gepromoveerd tot predikant in de kerk van Old Machar, kathedraal van Aberdeen. 
In Juni 1678 sprak hij een rouwhulde uit bij de begrafenis van zijn vriend Henry Scougal. Deze vaak herdrukte tekst werpt licht op de ideeën over de uitoefening van het ambt, zoals de clerus van de 'second episcopacy’ (1662–1690) die hadden. Hij werd doctor in de godgeleerdheid en in 1683 lid van de geestelijkheid die de Sint-Niklaaskerk, de parochiekerk van Aberdeen, bediende.

## Afgezet
Na de Glorious Revolution en de verwijdering van de troon van James II, bleef Garden de Stuartdynastie trouw. In 1692 werd hij derhalve opzij geschoven door de presbyteriaanse overheid, omdat hij weigerde gebeden te reciteren voor de Engelse monarchen, William en Mary.
De kerkassemblee tikte hem ook op de vingers in 1700, omdat hij, in acht volumes An Apology for M. Antonia Bourignon (1699) publiceerde. Garden had al verschillende werken van de Franse mystica vertaald en voegde er meestal een voorwoord aan toe. Hij bevestigde echter niet dat hij er de auteur van was. Hij hield voor dat de 'Apology' een boek was over de essentie van het christendom, namelijk de mensen terug te brengen naar de liefde tot God en tot de naastenliefde. Hij werd door een kerkelijke commissie gesuspendeerd en moest in 1701 voor de assemblee verschijnen. 
Hij weigerde dit te doen en werd afgezet, met het verbod nog ooit een kerkelijk ambt uit te oefenen. Hij negeerde deze beslissing en bleef verder de predikant van zijn geloofsgemeente, die tot de episcopaalse kerk behoorde. 

## Toenadering tot Queen Anne
In 1703 droeg hij in lovende woorden aan koningin Ann de editie op van de werken van John Forbes (1593-1648) die hij in Amsterdam uitgaf. Tegelijk sprak hij zich zeer kritisch uit over de presbyteriaanse kerk. 
Garden nam een intermediaire positie in betreffende de monarchie. Hij weigerde de eed van trouw aan William en Anne af te leggen, maar was tegenstander van de arbitraire politiek die James II had gevoerd. Hij aanvaardde de voorwaarden vervat in de Toleration Act (1712). Toen, na de Vrede van Utrecht (1713) de Schotse clerus een huldeadres stuurde naar Queen Anne, werd hij samen met zijn broer James aangesteld om die aan de koningin te gaan overhandigen.
Geïntroduceerd bij de koningin door de graaf van Mar, staatssecretaris voor Schotland, werden ze door haar met grote vriendelijkheid ontvangen. Ze luisterde welwillend naar hun klachten over de vervolging die ze recent hadden doorstaan en naar hun verzoek voor verdere ondersteuning. Tegelijk dankten ze voor de reeds verkregen vrijheid, 'niet alleen in de uitoefening van hun pastorale zorg voor hun parochianen maar ook in het gebruik of de liturgie van kracht in de Church of England’, recent in gebruik genomen door de Schotse episcopalians. 

## De Jacobitische opstand van 1715
Na de dood van Queen Anne, werden George en zijn broer James opnieuw 'jacobites'. Toen de Stuartpretendent Schotland binnenviel, nam George weer zijn ambt op in de Sint-Niklaaskerk. De twee broers behoorden tot de leden van de Aberdeense episcopaalse clerus die aan de Pretender, in het huis van graaf Marischal in Fetteresso, Kincardineshire, hulde brachten. 
Toen de opstand werd neergeslagen werd George Garden gevangengenomen maar na korte tijd slaagde hij er in te ontsnappen naar Nederland. Hij was voor 1720 weer terug in Aberdeen waar de lokale clerus hem wilde verkiezen tot hun bisschop. De steun die hij had gegeven aan Antoinette Bourignon was echter voldoende om de Schotse bisschoppen, alsook de agent van de Pretender, Lockhart, tegen hem te keren en zijn verkiezing onmogelijk te maken.  

## Geneeskunde en reizen op het continent
Persona non grata geworden in de Schotse kerk, vertrok hij naar Oxford en Londen waar hij zich verder bekwaamde in de geneeskunde, waar hij naast zijn theologische studies in Aberdeen was beginnen over studeren. Hij werd als lid aanvaard in de Royal Society of physicians. Hij reisde vervolgens naar Leiden om er zich verder in de geneeskunde te bekwaamen.
Op het continent kwam hij in contact met quiëtisten die discipels waren van Antoinette Bourignon en sloot hij vooral vriendschap met Madame Guyon. Hij stond bij haar sterfbed in 1717.
Later naar Aberdeen teruggekeerd, overleed hij er, als een aanhanger van de Anglicaanse 'High Church'. Op zijn graf werd hij als 'priester' vermeld en als een persoon 'voornaam in geschriften en in godsvrucht'.

## James Garden
De oudere broer, James Garden (1647-1726) was minder prominent maar liet niettemin ook sporen na. Hij was predikant in Carnbee (1678-81), New Machar in Aberdeenshire, Maryculter in Kincardineshire en Balmerino in Fife. 
Hij werd hoogleraar theologie in King's College, Aberdeen, en werd in 1696 afgezet vanwege zijn weigering om de Westminster Confession of Faith te ondertekenen. Hij deelde de visie van zijn broer op de mystieke theologie. Hij onderging hetzelfde lot als zijn broer en ze liggen naast elkaar op het kerkhof van Old Machar. 
Hij schreef een traktaat onder de titel Comparative Theology, or the True and Solid Grounds of a Pure and Peaceable Theology.

## Publicaties
George Garden publiceerde:
- De verzamelde werken van
  - John Forbes of Corse(‘Joannis Forbesii a Corse Opera Omnia’).
  - Henry Scougal
  - Antoinette Bourignon
- Queries and Protestation of the Scots Episcopal Clergy given in to the Committee of the General Assembly at Aberdeen June 1694, Londen, 1694
- An Apology for M. Antonia Bourignon, 1699
- The Case of the Episcopal Clergy, Edinburgh, 1703
- contributies in de Philosophical Transactions, 1677 en 1693.
- Het rouwsermoen door Garden gewijd aan zijn vriend Scougal, werd pas in 1726 gepubliceerd, in een heruitgave van de werken van Scougal.